# Kanton Tournon-sur-Rhône
Kanton Tournon-sur-Rhône (fr. Canton de Tournon-sur-Rhône) je francouzský kanton v departementu Ardèche v regionu Rhône-Alpes. Skládá se ze 17 obcí.

## Obce kantonu
- Arras-sur-Rhône
- Boucieu-le-Roi
- Cheminas
- Colombier-le-Jeune
- Eclassan
- Étables
- Glun
- Lemps
- Mauves
- Ozon
- Plats
- Saint-Barthélemy-le-Plain
- Saint-Jean-de-Muzols
- Sarras
- Sécheras
- Tournon-sur-Rhône
- Vion